# Jasienica (przystanek kolejowy)
Jasienica – kolejowy przystanek osobowy położony przy ul. Kolejowej w dzielnicy Polic, Jasienicy (województwo zachodniopomorskie).

## Informacje ogólne
W latach 1898–1910 ostatnia stacja na linii. Obecnie jest jednym z trzech przystanków kolejowych w granicach administracyjnych Polic. Zlokalizowana kilka metrów przed przejazdem kolejowo-drogowym w ciągu ul. Piotra i Pawła i mostem nad rzeką Gunicą. Oddalona o ok. 250 m od ul. Dworcowej w ciągu drogi wojewódzkiej nr 114. Budynek dworcowy jest obecnie zniszczony. Mimo przyłączenia Jasienicy do Polic w 1973 r. nazwa stacji nie została zmieniona. Najbliższy przystanek ZDiTM – „Police Jasienica Krzyżówka”.